# شنغل أباد (عباس الشرقي)
شنغل أباد (بالفارسية: شنگل‌آباد) هي منطقة سكنية تقع في إيران في قسم عباس الشرقي الريفي. يقدر عدد سكانها بـ 393 نسمة .